# Тиждень моди Сан-Паулу

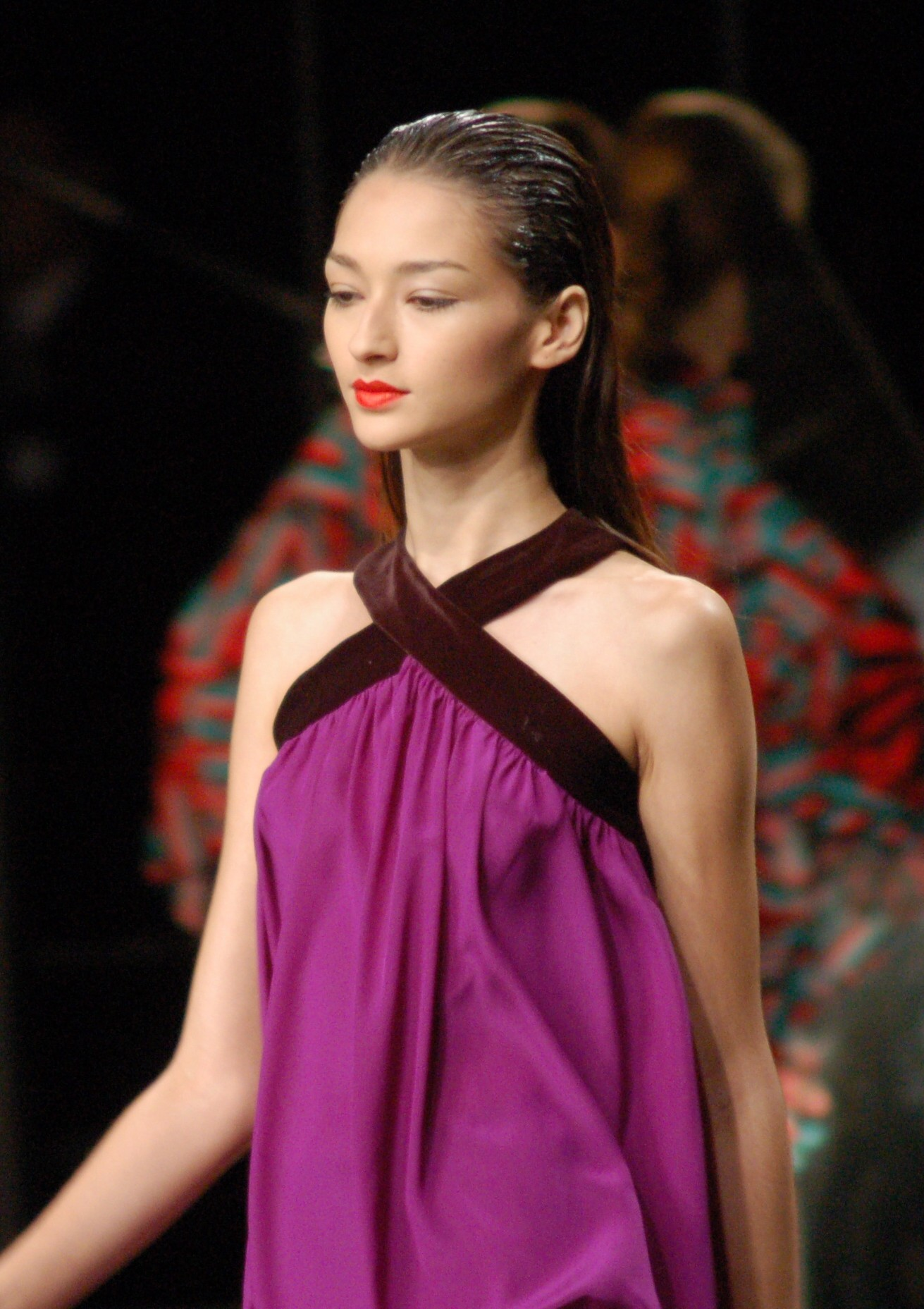
Модель на тижні моди Сан-Паулу

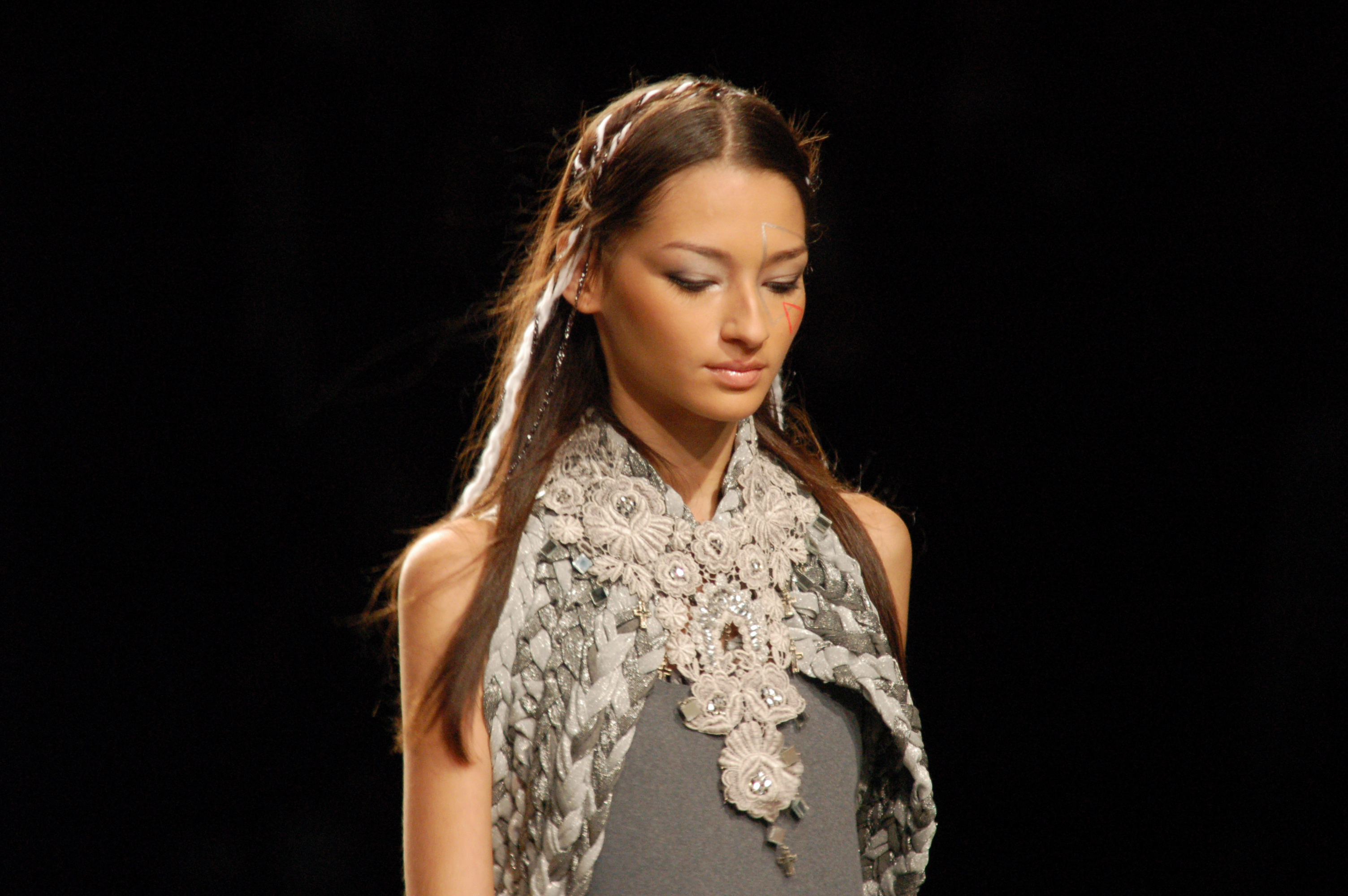
Модель на тижні моди Сан-Паулу

Тиждень моди Сан-Паулу (англ. São Paulo Fashion Week, SPFW) — фестиваль моди, що проводиться в парку Ібірапуера у місті Сан-Паулу, Бразилія. Ця подія була заснована в 1996 під назвою «Morumbi Fashion Brazil» та отримала сучасну назву в січні 2001. Зараз подія є найважливішою виставкою моди в Латинській Америці та одною з найважливіших у світі, разом з паризьким, міланським, нью-йоркським та лондонським тижнями моди. Крім представлення індустрії одягу країни, подія проводить кампанії проти голоду, за запобігання раку та СНІДу, переробку відходів, освіту та, на події 2008 року, святкування японської діаспори Бразилії.
На перших подіях проводилося чотири щоденних паради моди, що зібрали близько 300 глядачів. Цього часу, подія сприяла всесвітній відомості таких моделей як Джізель Бюндхен, Ізабелі Фонтана, ана Клаудія Мішелз та інших. Багато дизайнерів також стали відомими, наприклад Рікардо Алмейда, Рейнелдо Лоуренсо, Роналдо Фрага. Завдяки фестивалю та відкриттю імпорту урядом Фернандо Коллора, в Бразилії з'явилися такі бренди як Chanel і Versace. Власники підприємств почали більше інвестувати в нові технології та відомих фахівців, щоб бути здатними конкурувати під час росту бразильської індустрії моди. Все це привело до значних перемін в бразильській індустрії моди.
Зараз подія проводиться двічі на рік, в січні та червні, тут представлені всі відомі бразильські компанії галузі. Число підприємств на фестивалі зросло з 21 до 46, а число відвідувачів досягло 300 000 в 1996.